# Mário da Graça Machungo
Mário Fernandes da Graça Machungo (Maxixe, Província d'Inhambane, 1 de desembre de 1940 - Lisboa, 17 de febrer de 2020) fou un polític de Moçambic, primer ministre de 1986 a 1994.
Es va graduar en economia a la Universitat Tècnica de Lisboa en la dècada de 1960. Després va treballar com a empleat de banca de Lisboa fins que va obtenir treball com a professor de la Universitat de Lourenço Marques. Allí va ser activista del Frelimo. Després de la independència de Moçambic el 1975 va ocupar diversos càrrecs públics. De 1975 a 1976 fou ministre d'indústria i comerç, de 1976 a 1978 fou ministre d'indústria i energia, de 1978 a 1980 ministre d'Agricultura i de 1980 a 1986 Ministre de Planificació i Desenvolupament. A més, entre 1983 i 1986 fou governador de la província de Zambézia. A la mort de Samora Machel en 1986 fou un dels membres del Buró Polític del Comitè Central del FRELIMO que va ocupar interinament la presidència del país.
El 17 de juliol de 1986 fou nomenat Primer Ministre de Moçambic, càrrec que va ocupar fins al 16 de desembre de 1994. Des de 1995 va servir com a membre del consell d'administració i com a president del Banco Internacional de Moçambique SA.